# Winter Passing
Winter Passing (Brasil: Estranha Família / Portugal: Estranhos em Casa) filme de comédia dramática produzido nos Estados Unidos, dirigido por Adam Rapp e lançado em 2005, estrelando Zooey Deschanel e Ed Harris.
O filme marca a estreia na direção do cineasta Rapp.